# Acadèmia Baixas
L’Acadèmia Baixas va ser una escola d’art privada de Barcelona fundada l’any 1892 pel pintor Joan Baixas i Carreter. Preparava els seus alumnes per a l’ingrés a l’Escola Superior de Belles Arts de Barcelona i també tenia un petit negoci d’artesania.
Es va crear en un moment en què l'Escola de la Llotja patia una crisi important a causa del Reial Decret del 1900 per a l'ensenyament artístic, que va desvincular les Escoles de Belles Arts de les Acadèmies de Belles Arts. Aquest fet va propiciar que a la ciutat molts artistes obrissin escoles particulars, com és el cas de Modest Urgell o de l'Acadèmia Velázquez regentada per Feliu de Lemus i Antoni de Ferrater, o l'Acadèmia Hoyos de Claudi Hoyos.
Estava situada a la Riera de Sant Joan, tot i que es va traslladar al carrer del Pi.
La va dirigir, en primera instància, el mateix Joan Baixas, però posteriorment se’n va fer càrrec el seu fill Josep Maria Baixas. Va ser un dels centres de formació artística més destacats de la ciutat durant la primera meitat del segle XX i en ella hi van estudiar artistes com Joaquim Torres-Garcia, Iu Pascual, Rafael Estrany o Ignasi Mallol. Igualment, els fills de Joan Baixas, Montserrat, Ignasi i Josep Maria, hi van rebre les primeres lliçons en tècniques pictòriques.